# Oblast Tscherkassy
Die Oblast Tscherkassy (ukrainisch Черкаська область Tscherkaska oblast; russisch Черкасская область Tscherkasskaja oblast) im Zentrum der Ukraine besteht seit 1954 und ist die jüngste von 25 Verwaltungseinheiten (Oblaste) des Landes. Sie hat 1.178.266 Einwohner (Anfang 2021; de facto).

## Geographie
Es handelt sich um eine hügelige Landschaft mit einer Fläche von 20.900 km² (was etwa der Fläche Hessens entspricht), die hauptsächlich landwirtschaftlich genutzt wird (u. a. Weizen-, Mais- und Sonnenblumenfelder). Die größte Ausdehnung beträgt in Ost-West-Richtung 225 km; die höchste Erhebung liegt im Westen mit 275 m, die tiefste Stelle im Osten mit 100 m Höhe über dem Meeresniveau. Dort durchquert der Dnipro (russisch: Dnepr) die Oblast, der hier zum Krementschuker Stausee aufgestaut ist (Länge ca. 100 km, Breite ca. 20 km). An diesem Stausee liegt auch die Hauptstadt Tscherkassy. Sie ist administratives, ökonomisches und kulturelles Zentrum der Oblast.
Im Westen grenzt die Oblast Tscherkassy an die Oblast Winnyzja, im Norden an die Oblast Kiew, im Nordosten an die Oblast Poltawa und im Süden an die Oblast Kirowohrad.

## Geschichte

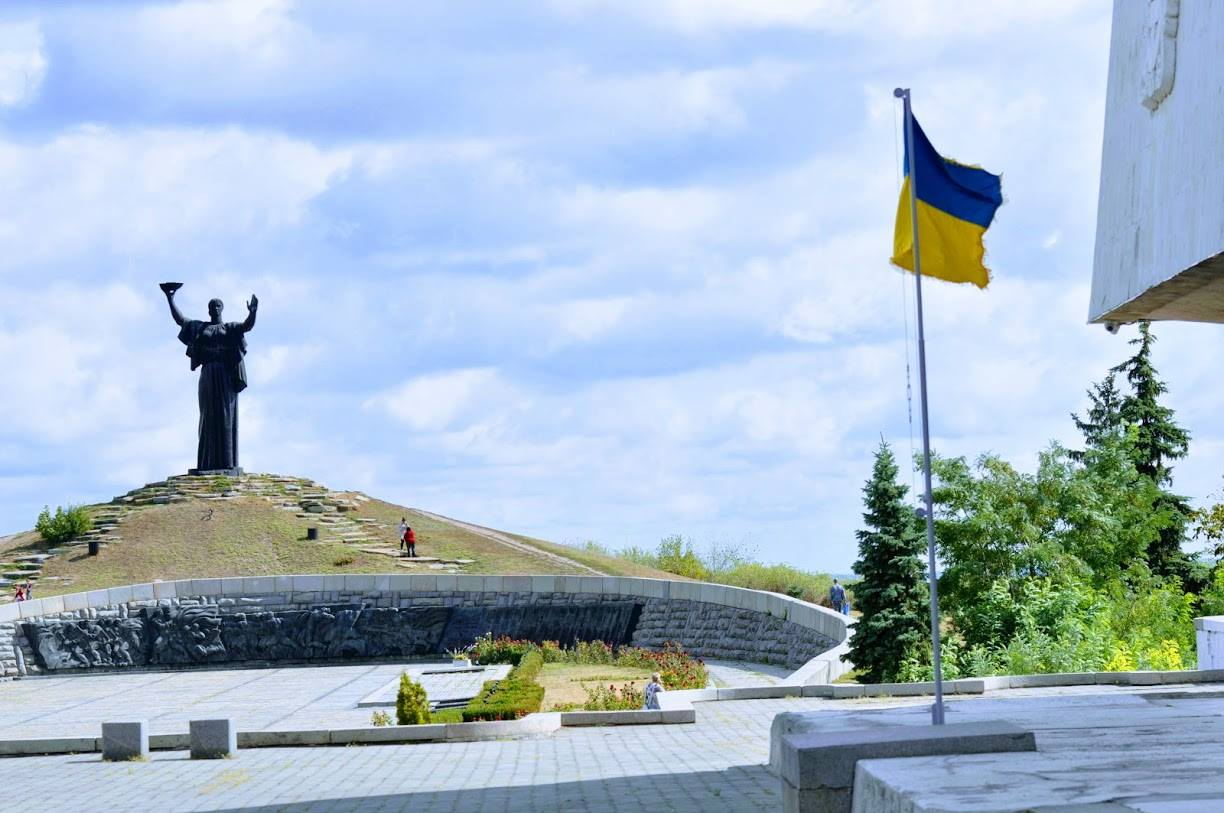
Hügel des Ruhms in der Stadt Tscherkassy

Die Oblast entstand am 7. Januar 1954 durch den Zusammenschluss von 29 Rajonen, die vorher den Oblasten Kiew, Kirowohrad, Poltawa und Winnyzja zugeordnet waren.
Neben den drei oblastunterstellten Städten Smila, Tscherkassy und Uman waren dies von der Oblast Kiew folgende 20 Rajone (mit ihren gleichnamigen Verwaltungszentren):
- Babanka
- Buky
- Chrystyniwka
- Horodyschtsche
- Kaniw
- Katerynopil
- Korsun-Schewtschenkiwskyj
- Ladyschynka
- Lyssjanka
- Mankiwka
- Mokra Kalyhirka
- Rotmistriwka
- Schaschkiw
- Schpola
- Smila
- Swenyhorodka
- Talne
- Tscherkassy
- Uman
- Wilschana

6 Rajone der Oblast Poltawa:
- Drabiw
- Helmjasiw
- Irklijiw
- Schramkiwka
- Solotonoscha
- Tschornobaj

2 Rajone der Oblast Kirowohrad:
- Kamjanka
- Slatopil

Rajon der Oblast Winnyzja:
- Monastyryschtsche

1959 kam es zu Änderungen am Oblastgebiet: Der Rajon Slatopil kam wieder zur Oblast Kirowohrad, indem er deren Rajon Nowomyrhorod (heute Teil des Rajons Nowoukrajinka) zugeschlagen wurde. Bis 1964 folgten weitere Gebietsaustausche mit den Nachbaroblasten, ebenso 1971, als der rechts des Dnepr gelegene Teil des damaligen Rajons Perejaslaw-Chmelnyzkyj der Oblast Kiew an den Rajon Kaniw (heute Teil des Rajons Tscherkassy) überging. 1977 wurde Kaniw zu einer Stadt unter Oblastverwaltung ernannt, 1992 folgten Solotonoscha und Watutine.

## Größte Städte
| Stadt                                                                                | Ukrainischer Name      | Russischer Name       | Einwohner 1. Januar 2021 |
| ------------------------------------------------------------------------------------ | ---------------------- | --------------------- | ------------------------ |
| Tscherkassy                                                                          | Черкаси                | Черкассы              | 272.651                  |
| Uman                                                                                 | Умань                  | Умань                 | 082.154                  |
| Smila                                                                                | Сміла                  | Смела                 | 066.475                  |
| Solotonoscha                                                                         | Золотоноша             | Золотоноша            | 027.458                  |
| Kaniw                                                                                | Канів                  | Канев                 | 023.503                  |
| Korsun-Schewtschenkiwskyj                                                            | Корсунь-Шевченківський | Корсунь-Шевченковский | 017.474                  |
| Schpola                                                                              | Шпола                  | Шпола                 | 016.573                  |
| Swenyhorodka                                                                         | Звенигородка           | Звенигородка          | 016.490                  |
| Watutine                                                                             | Ватутіне               | Ватутино              | 016.096                  |
| Schaschkiw                                                                           | Жашків                 | Жашков                | 013.355                  |
| Horodyschtsche                                                                       | Городище               | Городище              | 013.304                  |
| Talne                                                                                | Тальне                 | Тальное               | 013.012                  |
| Kamjanka                                                                             | Камьянка               | Каменка               | 011.146                  |
| Chrystyniwka                                                                         | Христинівка            | Христиновка           | 010.068                  |
| Tschyhyryn                                                                           | Чигирин                | Чигирин               | 008.664                  |
| Monastyryschtsche                                                                    | Монастирище            | Монастырище           | 008.425                  |
| Mankiwka                                                                             | Маньківка              | Маньковка             | 007.567                  |
| Lyssjanka                                                                            | Лисянка                | Лысянка               | 007.517                  |
| Tschornobaj                                                                          | Чорнобай               | Чернобай              | 007.018                  |
| Quellen: Ukrainisches Amt für Statistik, Seite 45 und Sekundärquelle City Population |                        |                       |                          |

## Administrative Unterteilung
Die Oblast Tscherkassy ist verwaltungstechnisch in 4 Rajone unterteilt; bis zur großen Rajonsreform am 18. Juli 2020 war sie in 20 Rajone sowie 6 direkt der Oblastverwaltung unterstehende (rajonfreie) Städte unterteilt. Dies waren die Städte Kaniw, Smila, Solotonoscha, Uman, Watutine sowie das namensgebende Verwaltungszentrum der Oblast, die Stadt Tscherkassy.

### Rajone der Oblast Tscherkassy mit deren Verwaltungszentren
| Rajone der Oblast Tscherkassy | Rajone der Oblast Tscherkassy              | Rajone der Oblast Tscherkassy | Rajone der Oblast Tscherkassy                                                 |
| Deutsche Bezeichnung          | Ukrainische Bezeichnung                    | Verwaltungszentrum            | Weitere frühere (bis 2020) Rajonzentren und rajonfreie Städte                 |
| ----------------------------- | ------------------------------------------ | ----------------------------- | ----------------------------------------------------------------------------- |
| Rajon Solotonoscha            | Золотоніський район Solotoniskyj rajon     | Solotonoscha (Stadt)          | Drabiw, Tschornobaj                                                           |
| Rajon Swenyhorodka            | Звенигородський район Swenyhorodskyj rajon | Swenyhorodka (Stadt)          | Katerynopil, Lyssjanka, Schpola, Talne, Watutine                              |
| Rajon Tscherkassy             | Черкаський район Tscherkaskyj rajon        | Tscherkassy (Stadt)           | Horodyschtsche, Kamjanka, Korsun-Schewtschenkiwskyj, Kaniw, Smila, Tschyhyryn |
| Rajon Uman                    | Уманський район Umanskyj rajon             | Uman (Stadt)                  | Chrystyniwka, Mankiwka, Monastyryschtsche, Schaschkiw                         |

Bis 2020 gab es folgende Rajonsaufteilung:

Karte der Rajone und rajonfreien Städte der Oblast (bis 2020)

| Rajone der Oblast Tscherkassy bis 2020 | Rajone der Oblast Tscherkassy bis 2020                       | Rajone der Oblast Tscherkassy bis 2020  | Rajone der Oblast Tscherkassy bis 2020 |
| Deutsche Bezeichnung                   | Ukrainische Bezeichnung                                      | Verwaltungszentrum                      | 2020 (überwiegend) aufgegangen in      |
| -------------------------------------- | ------------------------------------------------------------ | --------------------------------------- | -------------------------------------- |
| Rajon Chrystyniwka                     | Христинівський район Chrystyniwskyj rajon                    | Chrystyniwka (Stadt)                    | Rajon Uman                             |
| Rajon Drabiw                           | Драбівський район Drabiwskyj rajon                           | Drabiw (Siedlung städtischen Typs)      | Rajon Solotonoscha                     |
| Rajon Horodyschtsche                   | Городищенський район Horodyschtschenskyj rajon               | Horodyschtsche (Stadt)                  | Rajon Tscherkassy                      |
| Rajon Kamjanka                         | Кам'янський район Kamjanskyj rajon                           | Kamjanka (Stadt)                        | Rajon Tscherkassy                      |
| Rajon Kaniw                            | Канівський район Kaniwskyj rajon                             | Kaniw (Stadt)                           | Rajon Tscherkassy                      |
| Rajon Katerynopil                      | Катеринопільський район Katerynopilskyj rajon                | Katerynopil (Siedlung städtischen Typs) | Rajon Swenyhorodka                     |
| Rajon Korsun-Schewtschenkiwskyj        | Корсунь-Шевченківський район Korsun-Schewtschenkiwskyj rajon | Korsun-Schewtschenkiwskyj (Stadt)       | Rajon Swenyhorodka 1                   |
| Rajon Lyssjanka                        | Лисянський район Lyssjanskyj rajon                           | Lyssjanka (Siedlung städtischen Typs)   | Rajon Swenyhorodka                     |
| Rajon Mankiwka                         | Маньківський район Mankiwskyj rajon                          | Mankiwka (Siedlung städtischen Typs)    | Rajon Uman                             |
| Rajon Monastyryschtsche                | Монастирищенський район Monastyryschtschenskyj rajon         | Monastyryschtsche (Stadt)               | Rajon Uman                             |
| Rajon Schaschkiw                       | Жашківський район Schaschkiwskyj rajon                       | Schaschkiw (Stadt)                      | Rajon Uman                             |
| Rajon Schpola                          | Шполянський район Schpoljanskyj rajon                        | Schpola (Stadt)                         | Rajon Swenyhorodka                     |
| Rajon Smila                            | Смілянський район Smiljanskyj rajon                          | Smila (Stadt)                           | Rajon Tscherkassy                      |
| Rajon Solotonoscha                     | Золотоніський район Solotoniskyj rajon                       | Solotonoscha (Stadt)                    | Rajon Solotonoscha                     |
| Rajon Swenyhorodka                     | Звенигородський район Swenyhorodskyj rajon                   | Swenyhorodka (Stadt)                    | Rajon Swenyhorodka                     |
| Rajon Talne                            | Тальнівський район Talniwskyj rajon                          | Talne (Stadt)                           | Rajon Swenyhorodka                     |
| Rajon Tscherkassy                      | Черкаський район Tscherkaskyj rajon                          | Tscherkassy (Stadt)                     | Rajon Tscherkassy                      |
| Rajon Tschornobaj                      | Чорнобаївський район Tschornobajiwskyj rajon                 | Tschornobaj (Siedlung städtischen Typs) | Rajon Solotonoscha                     |
| Rajon Tschyhyryn                       | Чигиринський район Tschyhyrynskyj rajon                      | Tschyhyryn (Stadt)                      | Rajon Tscherkassy                      |
| Rajon Uman                             | Уманський район Umanskyj rajon                               | Uman (Stadt)                            | Rajon Uman                             |

## Bevölkerung

### Bevölkerungsentwicklung
Die Oblast wurde im Jahr 1954 in heutigem Umfang gegründet. Bereits in den Zeiten der Sowjetunion gab es fast kein Bevölkerungswachstum. Seither nimmt die Einwohnerschaft ständig ab. Die städtische Bevölkerung sank seit 1989 um 16,75 %, die Zahl der Bewohner auf dem Land nahm um 30,14 % ab. Seit der Jahrtausendwende verlor der Oblast rund 260.000 Bewohner oder 18,06 % der Bevölkerung. 
rot: Volkszählungen in der Sowjetunion (bis 1989) und der Ukraine (2001); grün: Schätzungen des Ukrainischen Statistisches Amtes, jeweils 1. Januar

### Volksgruppen und Sprachen
Die Ukrainer stellten bei der letzten Volkszählung 2001 in fast allen Städten und Rajons eine deutliche Bevölkerungsmehrheit. Der Anteil der Russen, Belarussen und Juden ist seit 1989 erheblich gesunken, während der Anteil der Ukrainer deutlich gestiegen ist. Russische Minderheiten leben fast gänzlich in den Städten und den städtischen Vororten.
| Nationalität | Einwohner | 1989 (%) | 2001 (%) | Veränderung (%) |
| ------------ | --------- | -------- | -------- | --------------- |
| Ukrainer     | 1.301.183 | 90,5     | 93,1     | 0−5,8 %         |
| Russen       | 0.075.577 | 08,0     | 05,4     | −38,2 %         |
| Weißrussen   | 0.003.961 | 00,4     | 00,3     | −37,3 %         |

| Muttersprache | 2001 (%) |
| ------------- | -------- |
| Ukrainisch    | 92,49    |
| Russisch      | 06,66    |